# Manchester Open
Die Manchester Open sind ein jährlich stattfindendes Squashturnier für Herren und Damen. Es findet in der britischen Stadt Manchester statt und ist als Turnier der Kategorie World Tour Silver Teil der PSA World Tour.
Erstmals wurde das Turnier 2019 bei den Damen ausgetragen, ein Jahr darauf erfolgte auch die erste Austragung bei den Herren. Das Gesamtpreisgeld betrug 2024 jeweils 75.000 US-Dollar. Bislang konnten Joel Makin bei den Herren sowie Nour El Tayeb und Joelle King bei den Damen das Turnier zweimal gewinnen.

## Sieger

### Herren
| Jahr | Sieger             | Finalgegner        | Ergebnis                     |
| ---- | ------------------ | ------------------ | ---------------------------- |
| 2025 | Leonel Cárdenas    | Aly Abou Eleinen   | 11:2, 5:11, 11:9, 3:11, 11:8 |
| 2024 | Joel Makin         | Greg Lobban        | 11:5, 13:11, 12:10           |
| 2023 | Ali Farag          | Karim Abdel Gawad  | 10:12, 13:11, 11:2, 11:5     |
| 2022 | Joel Makin         | Mohamed Elshorbagy | 11:7, 5:11, 13:11, 11:4      |
| 2021 | Diego Elías        | Joel Makin         | 12:10, 11:6, 11:6            |
| 2020 | Mohamed Elshorbagy | Karim Abdel Gawad  | 9:11, 11:8, 11:7, 13:11      |

### Damen
| Jahr | Siegerin         | Finalgegnerin    | Ergebnis                     |
| ---- | ---------------- | ---------------- | ---------------------------- |
| 2025 | Salma Hany       | Georgina Kennedy | 11:2, 9:11, 11:3, 5:11, 11:9 |
| 2024 | Georgina Kennedy | Nour El Tayeb    | 11:9, 5:11, 11:7, 11:1       |
| 2023 | Nour El Tayeb    | Nele Gilis       | 11:9, 11:7, 5:11, 11:9       |
| 2022 | Joelle King      | Sarah-Jane Perry | 11:8, 11:9, 11:8             |
| 2021 | Hania El Hammamy | Sarah-Jane Perry | 11:5, 11:9, 11:7             |
| 2020 | Nour El Tayeb    | Camille Serme    | 3:11, 11:8, 11:7, 11:3       |
| 2019 | Joelle King      | Tesni Evans      | 11:8, 11:2, 11:4             |